# Carístia
Carístia o Cara cognatio era una festa de l'antiga Roma dedicada als morts familiars. La seva celebració queia el 22 de febrer, entre les festes de la Feràlia i la Terminàlia.
Aquesta festa no implicava cap activitat religiosa, solia consistir a portar aliments perquè els morts poguessin consumir-los al més enllà. Era una ocasió per les reunions familiars. En aquest dia, els pares romans prestaven especial atenció a les seves famílies i després d'haver honrat als seus morts a la Parentalia i la Feràlia, agraïen als déus tutelars la seva participació com si encara seguissin vius.

## Activitats
La Carístia era una entre diverses festes del mes de febrer dedicades a honrar els avantpassats familiars. Anava després de la Parentàlia, que eren nou dies dedicats al record començant el 13 de febrer, continuava amb la Feràlia el dia 21 i finalitzava amb la Carístia. Durant la Parentàlia es visitaven les tombes dels avantpassats als quals es portava pastissos i vi, com si es tractés d'un àpat compartit. Per la Feràlia s'oferien sacrificis i altres ofrenes als manes, els esperits dels difunts que calien propiciació. La Carístia era un homenatge a la nissaga, una festa compartida entre els morts i els vius en un banquet comunitari. Els membres d'una mateixa família s'aplegaven per fer un dinar junts i oferien encens al lararium. Era un dia per reconciliar-se i deixar de banda les possibles disputes, però el poeta Ovidi comentava satíricament que això només era possible excloent de la festa alguns membres de caràcter problemàtic.
Es repartia pa, vi i sportulae (detalls o petits obsequis). Aquests regals es deien així perquè es deixaven en una petita porta a l'entrada de la casa. El poeta Marcial va escriure un parell de poemes sobre aquest tema; en un d'ells fa una mena d'«apologia encoberta» als seus parents difunts Stella i Flaccus, dient que no els havia oferit cap regal per no ofendre altres qui havien de rebre un regal i havien renunciat.

## La festa al calendari
A diferència de les celebracions públiques, la Carístia i altres celebracions de caràcter privat es feien en els dies imparells del calendari romà. La Cara Cognatio va perdurar al calendari festiu fins ben avançada l'època imperial. Consta a la Cronografia del 354 i també al calendari de Polemius Silvius de l'any 449, en juxtaposició amb l'antiga data de la festa que commemorava les morts de Sant Pere i Sant Pau. Com a festa per demostrar afecte als familiars no resultava incompatible amb les creences cristianes; alguns autors han trobat influències de la Parentàlia i la Carístia en la celebració de l'eucaristia pel fet que també es comparteix pa i vi, de manera que als nous conversos el ritual de l'eucaristia en memòria del darrer sopar de Jesucrist els devia sonar familiar. Al segle v, fins i tot hi havia sacerdots cristians que encoratjaven als fidels a participar en àpats en record dels morts.
A la primera meitat del segle vi, alguns gal·loromans encara conservaven una forma de la festa amb ofrenes d'aliments pels morts. Però en aquell temps la practica començava a veure's com a sospitosa de paganisme o heretgia i el Concili de Tours del 567 va rebutjar aquells qui profanaven la festa del dia de Sant Pere. La festa va ser condemnada per Caesarius d'Arles, qui va dir que era una excusa per emborratxar-se, ballar, cantar i altres conductes demoníaques. La supressió de les que havien estat commemoracions tradicionals pels morts, formava part de les mesures de l'església per controlar i monopolitzar els actes religiosos en la Gàlia dels Merovingis.